# Aleksandr Popkov
Aleksandr Evgen'evič Popkov (in russo Александр Евгеньевич Попков?; 27 dicembre 1994) è un nuotatore russo.

## Carriera
Specializzato nello stile libero e nelle staffette, ha conquistato diverse medaglie in campo mondiale e continentale, specialmente in vasca corta.

## Palmarès
- Mondiali

Budapest 2017: bronzo nella 4x100m misti.
- Mondiali in vasca corta:

Doha 2014: oro nella 4x50m sl.
Windsor 2016: oro nella 4x50m sl, nella 4x100m sl, nella 4x50m misti e nella 4x100m misti.
- Europei in vasca corta

Netanya 2015: argento nella 4x50m misti e bronzo nei 50m farfalla.
Copenaghen 2017: oro nei 50m farfalla, nella 4x50m sl e nella 4x50m misti.
Glasgow 2019: oro nella 4x50m sl e nella 4x50m misti.
- Europei giovanili

Anversa 2012: oro nella 4x100m sl, argento nella 4x100m misti e bronzo nella 4x200m sl.